# Pacific Rim Rugby Championship 2000
Das Pacific Rim Rugby Championship 2000 war die fünfte Ausgabe des Rugby-Union-Turniers Pacific Rim Rugby Championship. Teilnehmer waren die Nationalmannschaften Fidschis, Japans, Kanadas, Samoas, Tongas und der Vereinigten Staaten. Jedes Team trat je einmal gegen alle anderen Teams an. Den Titel sicherte sich zum ersten (und einzigen) Mal Samoa.
Die Spiele, die Fidschi, Samoa und Tonga untereinander austrugen, zählten auch für die Pacific Tri-Nations 2000.

## Tabelle
|    | Land               | Spiele | Siege | Unent. | Ndlg. | Spiel- punkte | Diff. | Bonus- punkte | Tabellen- punkte |
| -- | ------------------ | ------ | ----- | ------ | ----- | ------------- | ----- | ------------- | ---------------- |
| 1. | Samoa              | 5      | 4     | 0      | 1     | 172:76        | + 96  | 3             | 19               |
| 2. | Fidschi            | 5      | 4     | 0      | 1     | 168:107       | + 61  | 3             | 19               |
| 3. | Tonga              | 5      | 3     | 0      | 2     | 104:98        | + 6   | 1             | 13               |
| 4. | Vereinigte Staaten | 5      | 2     | 0      | 3     | 109:131       | − 22  | 3             | 11               |
| 5. | Kanada             | 5      | 2     | 0      | 3     | 149:146       | + 3   | 1             | 9                |
| 6. | Japan              | 5      | 0     | 0      | 5     | 95:239        | − 144 | 1             | 1                |

Anmerkung: Bonuspunkte gab es bei vier oder mehr erzielten Versuchen in einem Spiel sowie bei einer Niederlage mit sieben oder weniger Punkten Unterschied.

## Ergebnisse
| 20. Mai 2000 13:00 JST | Japan                                       | 22 : 47         | Fidschi                                                                                              | Prinz-Chichibu-Rugbystadion, Tokio Zuschauer: 7.000 Schiedsrichter: Masunu Tuisila (Samoa) |
| 20. Mai 2000 13:00 JST | Versuche: Ōhata (2) Straftritte: Hirose (4) | (14:25) Bericht | Versuche: Katalau (2) Rauluni Rokini Tuikabe Waqabitu Erhöhungen: Little (4) Straftritte: Little (3) | Prinz-Chichibu-Rugbystadion, Tokio Zuschauer: 7.000 Schiedsrichter: Masunu Tuisila (Samoa) |

| 20. Mai 2000 16:00 PST | Kanada                                                                                | 29 : 11        | Tonga                                          | Thunderbird Stadium, Vancouver Zuschauer: 4.000 Schiedsrichter: Alan Klemp (USA) |
| 20. Mai 2000 16:00 PST | Versuche: Murphy Stanley Williams Erhöhungen: Nichols Straftritte: Barker Nichols (3) | (13:3) Bericht | Versuche: Havili Straftritte: Taufahema Tiueti | Thunderbird Stadium, Vancouver Zuschauer: 4.000 Schiedsrichter: Alan Klemp (USA) |

| 26. Mai 2000 | Tonga                                                                                | 22 : 25        | Fidschi                                                       | Teufaiva Sport Stadium, Nukuʻalofa Schiedsrichter: Shinchi Iwashita (Japan) |
| 26. Mai 2000 | Versuche: Havili Taʻufoʻou Vunipola Erhöhungen: Taufahema (2) Straftritte: Taufahema | (17:6) Bericht | Versuche: Waqabitu Erhöhungen: Little Straftritte: Little (6) | Teufaiva Sport Stadium, Nukuʻalofa Schiedsrichter: Shinchi Iwashita (Japan) |

| 27. Mai 2000 14:05 JST | Japan                                             | 21 : 36        | Vereinigte Staaten                                                                                   | Hanazono-Rugbystadion, Higashiōsaka Zuschauer: 6.000 Schiedsrichter: Masunu Tuisila (Samoa) |
| 27. Mai 2000 14:05 JST | Versuche: Oda (2) Sonoda Erhöhungen: Kurihara (3) | (7:18) Bericht | Versuche: Blom Hodges Khasigian Shuman Erhöhungen: Wells (2) Straftritte: Wells (3) Dropgoals: Wells | Hanazono-Rugbystadion, Higashiōsaka Zuschauer: 6.000 Schiedsrichter: Masunu Tuisila (Samoa) |

| 3. Juni 2000 13:00 JST | Japan                                                                            | 25 : 26        | Tonga                                                             | Prinz-Chichibu-Rugbystadion, Tokio Zuschauer: 15.000 Schiedsrichter: Bruce Kuklinski (Kanada) |
| 3. Juni 2000 13:00 JST | Versuche: Itō Kurihara Masuho Erhöhungen: Kurihara (2) Straftritte: Kurihara (2) | (6:19) Bericht | Versuche: Ahotaʻeiloa Havili Kivalu Nau Erhöhungen: Taufahema (3) | Prinz-Chichibu-Rugbystadion, Tokio Zuschauer: 15.000 Schiedsrichter: Bruce Kuklinski (Kanada) |

| 3. Juni 2000 | Vereinigte Staaten                                                                               | 34 : 25        | Kanada                                                                           | Singer Family Park, Manchester Schiedsrichter: Anetereʻa Aiolupotea (Samoa) |
| 3. Juni 2000 | Versuche: Clayton Flynn Grobler Shuman Erhöhungen: Wells (4) Straftritte: Wells Dropgoals: Wells | (7:20) Bericht | Versuche: Banks Toews Witkowski Erhöhungen: Stewart (2) Straftritte: Stewart (2) | Singer Family Park, Manchester Schiedsrichter: Anetereʻa Aiolupotea (Samoa) |

| 3. Juni 2000 | Samoa                                                                            | 31 : 17        | Fidschi                                                              | Apia Park, Apia Schiedsrichter: Shinchi Iwashita (Japan) |
| 3. Juni 2000 | Versuche: Curtis Faʻatau Feauʻnati Sititi Erhöhungen: Vili Straftritte: Vili (3) | (15:3) Bericht | Versuche: Raiwalui Rasila Erhöhungen: Little (2) Straftritte: Little | Apia Park, Apia Schiedsrichter: Shinchi Iwashita (Japan) |

| 10. Juni 2000 14:00 SST | Samoa | 68 : 9         | Japan                     | Apia Park, Apia Zuschauer: 9.000 Schiedsrichter: Dan Hamaia (Tonga) |
| 10. Juni 2000 14:00 SST | Versuche: Faʻatau Fanolua Feauʻnati Lealamanuʻa Samania Sevealiʻi (4) Tuigamala Erhöhungen: Vili (6) Straftritte: Vili (2) | (30:9) Bericht | Straftritte: Kurihara (3) | Apia Park, Apia Zuschauer: 9.000 Schiedsrichter: Dan Hamaia (Tonga) |

| 24. Juni 2000 | Tonga                                                 | 16 : 13        | Samoa                                                    | Teufaiva Sport Stadium, Nukuʻalofa Zuschauer: 4.000 Schiedsrichter: Nobufumi Tanaka (Japan) |
| 24. Juni 2000 | Versuche: Havili Taufahema Straftritte: Taumalolo (2) | (16:3) Bericht | Versuche: Soʻoalo Erhöhungen: Vili Straftritte: Vili (2) | Teufaiva Sport Stadium, Nukuʻalofa Zuschauer: 4.000 Schiedsrichter: Nobufumi Tanaka (Japan) |

| 30. Juni 2000 | Fidschi                                                                          | 37 : 21         | Vereinigte Staaten                                               | Apia Park, Apia Schiedsrichter: Ian Hyde-Lay (Kanada) |
| 30. Juni 2000 | Versuche: Bai Natoba (2) Vunibaka Erhöhungen: Little (4) Straftritte: Little (3) | (24:14) Bericht | Versuche: Farner Fifita Erhöhungen: Wells Straftritte: Wells (3) | Apia Park, Apia Schiedsrichter: Ian Hyde-Lay (Kanada) |

| 1. Juli 2000 | Samoa                                                                                    | 41 : 22         | Kanada                                                                       | Apia Park, Apia Schiedsrichter: S. Tagiveitaua (Fidschi) |
| 1. Juli 2000 | Versuche: Fanolua (2) Glendinning Lima Sevealiʻi Sititi (2) Erhöhungen: Ngapaku Vili (2) | (24:10) Bericht | Versuche: Fauth Hutchinson Tait Erhöhungen: Stewart (2) Straftritte: Stewart | Apia Park, Apia Schiedsrichter: S. Tagiveitaua (Fidschi) |

| 7. Juli 2000 | Tonga                                                                      | 29 : 6         | Vereinigte Staaten     | Teufaiva Sport Stadium, Nukuʻalofa Schiedsrichter: Ian Hyde-Lay (Kanada) |
| 7. Juli 2000 | Versuche: Taufoʻou Taumalolo (2) Tiueti Vunipola Erhöhungen: Taumalolo (2) | (10:3) Bericht | Straftritte: Wells (2) | Teufaiva Sport Stadium, Nukuʻalofa Schiedsrichter: Ian Hyde-Lay (Kanada) |

| 7. Juli 2000 | Kanada                                                   | 11 : 42        | Fidschi                                                                    | Apia Park, Apia Zuschauer: 2.000 Schiedsrichter: Dan Hamaia (Tonga) |
| 7. Juli 2000 | Versuche: Murphy Straftritte: Stewart Dropgoals: Stanley | (5:14) Bericht | Versuche: Bai Doviverata Natoba Satala Vunibaka (2) Erhöhungen: Little (6) | Apia Park, Apia Zuschauer: 2.000 Schiedsrichter: Dan Hamaia (Tonga) |

| 15. Juli 2000 15:00 EST | Kanada                                                                                                | 62 : 18        | Japan                                                                | Fletcher’s Fields, Markham Zuschauer: 3.000 Schiedsrichter: Alan Klemp (USA) |
| 15. Juli 2000 15:00 EST | Versuche: Banks Charron Nichols (4) Stanley Verstraten Erhöhungen: Barker (8) Straftritte: Barker (2) | (20:6) Bericht | Versuche: Nanba Ōhata Erhöhungen: Kurihara Straftritte: Kurihara (2) | Fletcher’s Fields, Markham Zuschauer: 3.000 Schiedsrichter: Alan Klemp (USA) |

| 15. Juli 2000 | Vereinigte Staaten                           | 12 : 19        | Samoa                                             | Boxer Stadium, San Francisco Schiedsrichter: Sakaraia Vuki (Fidschi) |
| 15. Juli 2000 | Versuche: Grobler Schubert Erhöhungen: Wells | (7:12) Bericht | Versuche: Curtis Filemu Vili Erhöhungen: Vili (2) | Boxer Stadium, San Francisco Schiedsrichter: Sakaraia Vuki (Fidschi) |